# Fun Factory (гурт)
Fun Factory — німецький євроденс-гурт, створений у 1992 році, який спочатку складався з членів-засновників Балки Тозуна, Родні Гардісона, Тоні Коттури та Стефана Броварчика. Їх прозвали просто Балджа, Род Д., Смут Т. і Стів. Група мала успіхом впродовж 90-х років.

## Історія

### 1992–94: Формування,Non Stop-The Albumі відхід Бальки
Гурт був заснований у 1992 році за участю Балька Тозуна з Туреччини, Родні Хардісон з Америки та Тоні Коттура та Стефан Броварчик з Німеччини. Вони випустили свої перші сингли «Fun Factory's Theme» і «Groove Me» в 1992 і 1993 роках. В 1994 році Fun Factory випустили дебютний альбом Nonstop! Перед випуском свого третього синглу « Close to You» наприкінці 1993 року група повідомила, що вокалістка Балька Тозун був замінений на Марі-Анетт Мей, артистку з Парижа, Франція. «Close to You» став їхнім першим успіхом у чартах, досягнувши 1 місця в канадському танцювальному чарті. Наступними синглами були «Take Your Chance» і «Pain», які досягли 18 і 24 місць відповідно в німецькому чарті синглів.

### 1995–97:Fun-Tasticі розформування
У 1995 році гурт випустив свої сингли «I Wanna B with U», «Celebration» і кавер-версію Манфреда Манна «Do Wah Diddy». Усі вони були хітами чартів, досягнувши 11, 12 і 6 у німецькому чарті позицій. Того ж року Fun Factory випустили свій другий студійний альбом Fun-Tastic. До цього часу вони почали ставати все більш популярними в Європі, США та Канаді. Наступним синглом став «Don't Go Away», який став їхнім останнім успіхом у чартах. Після випуску «Don't Go Away» Коттура залишив гурт. Як тріо група випустила ще два сингли «I Love You» і «Oh Yeah Yeah (I Like It)». Для синглу «I Love You» перший реп-куплет Коттури перезаписав Броварчик. У 1996 році Коттура почав випускати сольні сингли та заснував звукозаписний лейбл Booya Family, де продюсував треки для багатьох виконавців, зокрема NANA, Marky Mark, 'N Sync і Backstreet Boys. У 1997 році був випущений альбом Fun Factory Greatest Hits. Хардісон покинув Fun Factory у 1997 році; до решти двох учасників Мей і Броварчик приєднався новий учасник Рей Хортон і планували продовжити роботу з новою назвою гурту «Fun Affairs», але не досягли успіху, і Fun Factory розпалася.

### 1998–08: сольні проєкти та спін-офи Fun Factory
У 1998 році був представлений спін-офф Fun Factory з абсолютно новим складом, зі змінними учасниками, спочатку включали співачку Ліан Росс (Жозефін Гібель), реперів T-Roc/Tiger One (Терранс Ламонт Крум), Альфонсо Лоза- Езер і Александр Вальзер з Ліхтенштейну. У деяких зі своїх релізів їх називають The New Fun Factory. Перший студійний альбом Next Generation, опублікований на Marlboro Records, був випущений у 1999 році та розійшовся тиражем понад 100 000 копій разом із синглами «Party With Fun Factory», «Sha-La-La-La-La» та «Wish» у 1998 році. і 1999 рік. У 2000 році Мей випустила свій перший і єдиний сольний сингл «Be the One». У 2002 році студійний альбом New Fun Factory ABC of Music мав помірний успіх, і група незабаром була розпущена. У 2008 році група з усіма новими учасниками, зарахованими під брендом Fun Factory, випустила свій перший сингл під назвою «Be Good To Me». Вони виступали в ZDF Fernsehgarten і гастролювали в Німеччині, Польщі, Словаччині та Румунії. Ще два сингли, «I Wanna B With U 2010», кавер-версія оригіналу, і «On Top Of The World» були випущені у 2009 і 2013 роках відповідно.

### 2015–дотепер:Back to the Factory
7 серпня 2015 року вийшов сингл «Let's Get Crunk». 15 липня 2016 року було випущено «Turn It Up», а в серпні — третій студійний альбом групи Back to the Factory.
| Учасник | Учасник                                      | 1992 рік | 1993 рік | 1994 рік | 1995 рік | 1996 рік | 1997 рік |  | 2009 рік |  | 2013 рік | 2014 рік | 2015 рік | 2016 рік | 2017 рік | 2018 рік | 2019 рік | 2020 рік |
| ------- | -------------------------------------------- | -------- | -------- | -------- | -------- | -------- | -------- |  | -------- |  | -------- | -------- | -------- | -------- | -------- | -------- | -------- | -------- |
|         | Балька Тозун (1992—1993, 2009, 2013–тепер)   |          |          |          |          |          |          |  |          |  |          |          |          |          |          |          |          |          |
|         | Марі-Анет Мей (1993—1997)                    |          |          |          |          |          |          |  |          |  |          |          |          |          |          |          |          |          |
|         | Тоні Коттура (1992—1996, 2009, 2013–дотепер) |          |          |          |          |          |          |  |          |  |          |          |          |          |          |          |          |          |
|         | Стефан Броварчик (1992—1997, 2013–дотепер)   |          |          |          |          |          |          |  |          |  |          |          |          |          |          |          |          |          |
|         | Родні Хардісон (1992—1997)                   |          |          |          |          |          |          |  |          |  |          |          |          |          |          |          |          |          |
|         | Ентоні Фрімен (2013–дотепер)                 |          |          |          |          |          |          |  |          |  |          |          |          |          |          |          |          |          |

## Дискографія
- Nonstop! The Album (1994)
- Fun-Tastic (1995)
- Back To The Factory (2016)